# Reșița

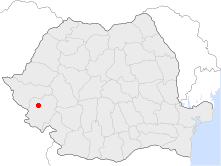
Stadens läge i Rumänien.

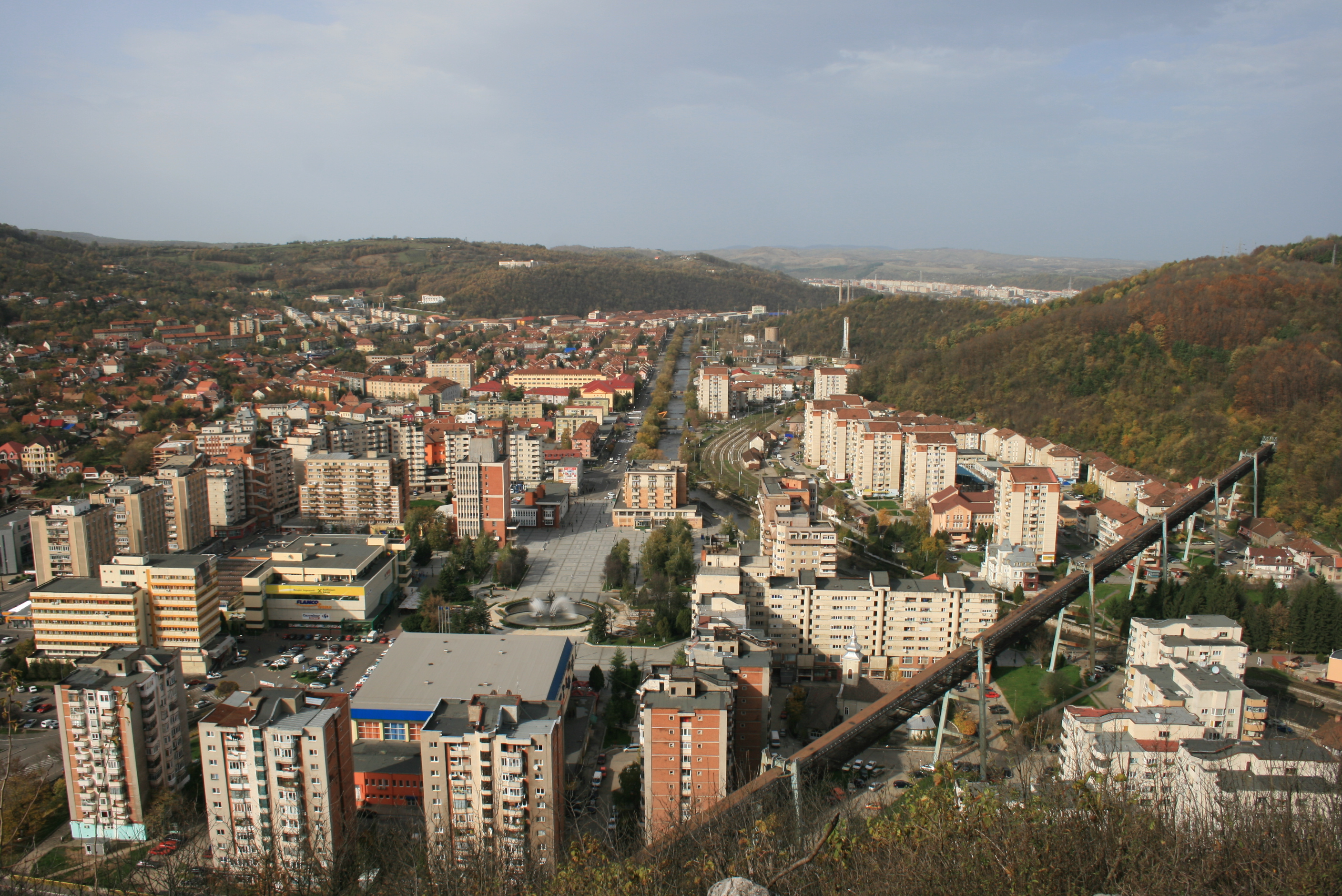
Vy över Reșița.

Reșița (tyska: Reschitz; serbiska: Решица eller Rešica) är en industristad i västra Rumänien och hade 73 282 invånare enligt folkräkningen 2011. Den är huvudort i județet Caraș-Severin och är belägen i den historiska regionen Banatet. 
Staden är ett centrum för järn- och stålproduktion och har masugnar, järnverk och fabriker som tillverkar verktyg, kemikalier, maskiner och elektriska apparater. Staden är även centrum för turistnäringen i regionen. Nära staden ligger skidorten Semenic, sjöarna Gozna, Secu och Trei Ape, samt orterna Gărâna, Brebu och Văliug.
Reșița grundades på 1700-talet då området var del av det österrikiska kejsardömet då ett gjuteri förlades till platsen. Namnet kommer av slaviska Resjitsa, från ordet för flod, reka. Staden fick stor betydelse som ett centrum för industrialiseringen och på grund av sitt strategiska läge.